# Westpac Place
Il Westpac Place è un grattacielo di Sydney in Australia.

## Storia
I lavori di costruzione dell'edificio, progettato dallo studio di architettura Johnson Pilton Walker, sono iniziati nel 2003 e sono stati ultimati nel 2005. Il grattacielo è stato ufficialmente inaugurato il 4 agosto 2006 dal primo ministro John Howard.

## Descrizione
L'edificio sorge nel CBD di Sydney e presenta un'altezza di 166 metri.